# Kiss Pál Múzeum
A Kiss Pál Múzeum Tiszafüred és Magyarország egyik legrégebbi alapítású fővároson kívüli gyűjteménye, a szolnoki Damjanich János Múzeum tagintézménye. A múzeumnak a műemlék Lipcsey-kúria ad otthont. Hozzá tartozik még, mint telephely a Nyúzó Gáspár Fazekasház is.

## Épülete

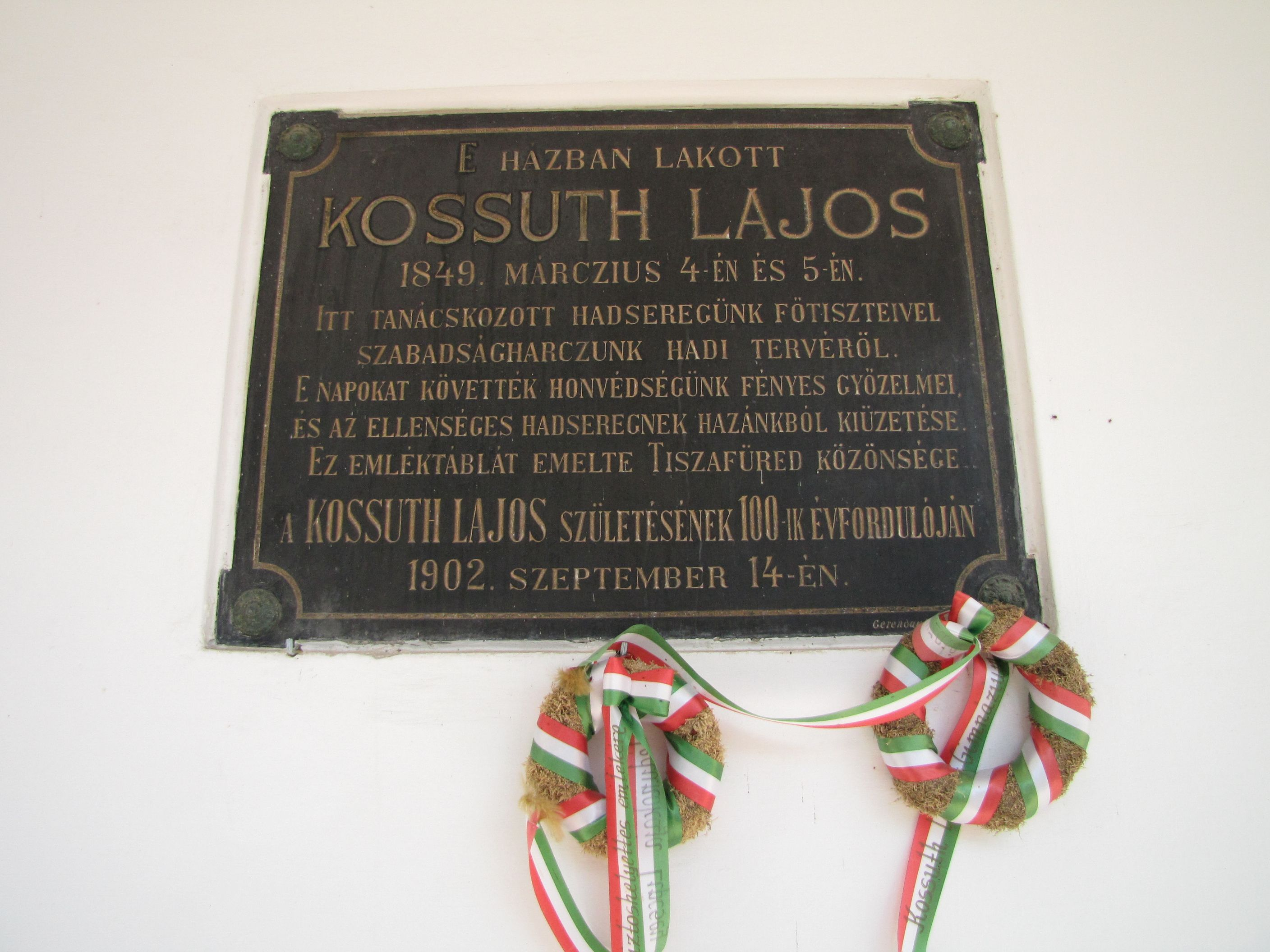
Kossuth-emléktábla a múzeum tornácán

Klasszicista stílusú épület, amit oszlopos tornác és veranda jellemeze, északi homlokzata timpanonos.
A Lipcsey család építtette 1840 körül nemesi udvarháznak (kúria). A Lipcseyek nemesek voltak, az 1700-as évek elejétől élnek Tiszafüreden. Lipcsey Imre, a kúria építtetője, 1849-ben helyettes kormánybiztos volt. 1849-ben egyszer, márciusában kétszer, áprilisban pedig egyszer járt ebben az épületben Kossuth Lajos, az 1848–49-es forradalom és szabadságharc vezetője. 

## Története
Ez az épület 1953-ban lett múzeum: ekkor vette fel Kiss Pál 1848-49-es honvédtábornok nevét, aki Tiszafüreden az örvényi úti temetőben nyugszik (1809-1867 között élt).
A múzeum elődjét, a Tiszafüred-Vidéki Régészeti Egyletet 1877-ben alapították: az alapítók között volt Tariczky Endre római katolikus plébános, Milesz Béla református tanító és Bán Zsigmond református lelkész.

## A gyűjtemény
Mindent gyűjtöttek, ami csak ritkaságnak számított, vagy érdekesség volt. Ennek köszönhetően találhatók itt híres emberek kéziratai, ritka érmek, XVI. századi könyvek, őslénytani leletek, többek között egy kétfejű kacsa, darázsfészek és római mozaikdarab is. A múzeum főként az őskori régészetanyagáról volt ismertebb. A közel 20 ezer darabos gyűjtemény egy része az 1944-es harcok során elpusztult, az értékesebb tárgyakat széthordták. A megmaradt anyagból 1949-ben kiállítást rendeztek, és hazánk első falumúzeumaként nyitottak meg. Ma már jelentős történeti és néprajzi gyűjtemény található meg. Ezenkívül megtekinthetőek a helyi kerámiatárgyak, a „füredi nyereg”, halászati és textil anyagok.
A múzeumban hat teremben van kiállítás: három teremben állandó kiállítás, melynek címe: Mesterek és mesterművek. Ez egy néprajzi-helytörténeti jellegű kiállítás, ami 2001-ben nyílt meg. A másik három teremben időszaki kiállítás van, vagyis 4-5 évente új kiállítást rendeznek meg.

## Állandó kiállításai

### „Városunk 7000 éve rejtőzködő kincsei” – állandó régészeti kiállítás
A Tiszafüreden a 19. század óta folyamatosan előkerülő régészeti leleteket először a Tiszafüred-vidéki Régészeti Egylet gyűjtötte össze Tariczky Endre vezetésével, majd a Nemzeti Múzeum és a Damjanich János Múzeum tervásatásai és megelőző feltárásai bővítették ezt az anyagot. A Tisza-tó építése jelentette a legnagyobb lehetőséget kutatásra, hiszen óriási területek kerültek víz alá, így előzetes feltárásukat nagyon gyorsan és szakszerűen végezték el.
Az egyik ilyen nagy központi ásatás a Tiszafüredhez tartozó Tiszaörvényen (Templom-domb) volt, az 1965-69-es években. A középkori település feltárása során közel 25.000 m2-es területen kerültek elő a falu házai, gazdasági épületei, kőből épült temploma és temetője (594 sír), de még a középkori révhez vezető szekérút is. Az 1980-as évek elején ennek az ásatásnak a folytatásaként (Tiszafüred-Morotvapart) szintén a tiszai rév közelében letelepedő újkőkori, majd kelta, szarmata, gepida, avar és az Árpád-kori település maradványai kerültek elő, sok-sok értékes leletanyaggal együtt.
Tiszafüred más külső mezőgazdasági területein is folytak jelentős feltárások 1964-től 1972-ig, ilyen volt például a Kenderföldek, Fertői-halom, Majoros-halom (1047 bronzkori sírral), Ásotthalom, amelyeken gazdag őskori, bronzkori és népvándorlás kori leletanyag került elő. A néphagyományból ismert “Pénzásó Pista” mondája is a halmok kincskereső, amatőr kutatásához kapcsolódik.
Az óriási mennyiségű leletanyagból igyekeztek kiválogatni a legjellemzőbb tárgyakat, amelyek segítenek a látogatót az elmúlt 7000 év történetében szemléletesen végig vezetni. A használati tárgyak, szerszámok, viseletek, fegyverek folyamatos változása, fejlődése jól nyomon követhető a különböző korszakokat időrendben bemutató vitrinekben. A jégkorszaki állatok csontmaradványai, majd az újkőkori sírrekonstrukció, a rézkori, a bronzkori, a vaskori és a római kori leletek az első teremben tekinthetőek meg, sok-sok képi és szöveges dokumentáció kíséretében. A leghíresebb bronzkori Ásotthalom és Majoros- halom leleteiről kézbe fogható másolatok és rekonstruált viseletek is készültek, így a látogató testközelből pillanthat bele az egykor itt élt emberek hétköznapi életébe.
A második teremben a Majoros-halmon előkerült 1281 síros avar temető egyik temetkezésének a rekonstrukciója, valamint a nagyon értékes díszes bronz veretek, szíjvégek, lószerszámok, nyeregvasalások és fegyverek tekinthetőek meg. A fontos tiszai átkelőhely közelében létrejövő középkori települések: Örvény 1261-ben, Füred 1273-ban szerepel először az oklevelekben. A halászattal és mezőgazdasági termeléssel foglalkozó lakók életét mutatja be a terem sarkában berendezett életkép, ahol egy kisgyerek játszik éppen a cserépbográcsban készülő ebéd mellett. A háttér nagyméretű festményén a Templom-domb kis kápolnája látható a Tisza-partján, a nádtetős veremházakból álló falu mellett.
A harmadik teremben a tapintható kiállítás és a múzeumpedagógiai foglalkoztató helység kapott helyet, ahol a jelmezek, kézműves foglalkozások mellett játékos munkafüzet is segíti az iskolai csoportok élménygazdag oktatását.

### „Mesterek és mesterművek – Tiszafüred művészi kisipara és háziipara” -  állandó néprajzi kiállítás
A múzeum állandó néprajzi kiállítása 2001-ben nyílt meg. A tárlat rövid várostörténettel indul, a 17. század végi újra telepedéstől tekinti át Tiszafüred történetét, mezővárossá válását. Az első és második teremben a település hírneves kézműves és háziiparának emlékanyaga tekinthető meg. Kiemelt helyet foglal el ezek között a híres tiszafüredi nyereggyártás, amely már a 18. században ismert volt az egész országban. Az itt készült fanyereg típus füredi nyereg néven terjedt el, elsősorban a hadseregben használták. A huszárság hivatalos nyerge volt, így tömeges gyártása a helyi kézművesipar felvirágzását eredményezte. A kiállítási vitrinben megfigyelhető díszítései ősi technikákat, motívumokat őriznek.
Egy történeti bevezetővel kezdődik a tárlat, ahol látható Tiszafüred lakóinak névsora 1701-ből, egy szatócsbolt, néhány mester műhelyének részlete, céhek kiváltságai, és régi tiszafüredi fotók.
A tiszafüredi nyereggyártás emlékei is megtekinthetők. Ez a mesterség az 1700-as évek közepétől az 1920-as évekig volt jelentős. A híres füredi nyereg kétféle fából készült: keményfából és puhafából. A nyeregdeszkát puhafából, míg az erre rászerelt két, ív alakú kápát keményfából készítették. A kápát bőrrel fedték be. A nyergeken honfoglalás kori és későbbi motívumok láthatóak. Tiszafüred az egyik magyarországi nyerges központ.
A második nevezetes mesterség: a fazekasság. Népszerű volt a fekete és mázas kerámia, amit kétszer égettek ki. Az alapszínt az első égetés előtt, a színtelen, de csillogó fényt adó ólommázat a második égetés hatására kapta. Különböző formákat alkottak: tányérokat, tálakat, butellákat, miskakancsókat. Főbb motívumok: rózsa alak, gránátalma, háromfelé hajló virágág, madár. Színek főként az alapszínek, vagyis a világos, a zöld, a vörös és az okker. Fő korszaka 1830-1920ig tartott, mai követői pedig Szűcs Imre és családja és Nagyné Török Zsóka.
A tiszafüredi festett bútorok önálló stílust képviselnek. Egészen a reformkortól gyártották a virágozott bútorokat.  Jellegzetes a falitéka (fali „láda”), és a tulipános ládák, amik az 1830-as évektől az 1880-as évekig készültek. Kezdetben sötét alapú, körmezővel keretezett virágcsokrok jellemezték.
Ezek mellett megfigyelhetőek a textilmunkák és a pásztorművészet is. A textilmunkákat maguk készítették az emberek. A szövés és a hímzés volt a fő ág. Kenderből készült vászonra gyapjúfonallal, piros, sárga, kék színnel hímeztek. A pásztorművészet tárgyai: a csontfaragások, a karikásostorok és a fafaragások.
Egy önálló vitrinben pedig a Hónap Műtárgya látható.